# Семенко, Ирина Михайловна
Ири́на Миха́йловна Семенко (1921—1987) — советский литературовед и педагог. Дочь украинского поэта-футуриста Михайля (Михаила Васильевича) Семенко, жена литературоведа Елеазара Мелетинского.

## Биография
Окончила Ленинградский университет (1944), где её учителями были, в частности, Б. В. Томашевский, Б. М. Эйхенбаум и Г. А. Гуковский. В 1947, по окончании аспирантуры (диссертация на тему «Автор в „Евгении Онегине“»), была направлена в Карело-Финский университет, однако вакантная должность была уже замещена.
31 июля 1947 зачислена старшим библиотекарем во II филиал ГПБ с откомандированием для временной работы в Отделе рукописей. Занималась разборкой и описанием рукописных материалов русских писателей XIX в., в том числе архива В. Ф. Одоевского. Готовила к печати статьи о романе «Евгений Онегин» и о Н. А. Львове. Была введена в состав комиссии по организации 150-летнего юбилея со дня рождения А. С. Пушкина (1949), разработала план выставки «А. С. Пушкин в Советском Союзе», совместно с другими сотрудниками составила серию посвящённых юбилею выпусков. Принимала участие в «Календаре памятных дат», выпусках к 115-летию со дня рождения Н. А. Добролюбова (1951).
В 1950-х познакомилась с А. А. Ахматовой, вскоре стала одним из её доверенных лиц: слушала её «потаённые» стихи, перепечатывала «Поэму без героя», «Реквием», «Листы из дневника», собрала Ахматовский архив, позже перешедший к Е. Мелетинскому и Е. Кумпан. Заслужила высокую оценку Ахматовой как пушкинист.
После ухода из ГПБ (1949) работала преподавателем русского языка и литературы в ЛГБИ. В 1958 вышла замуж за Е. Мелетинского и переехала в Москву.

## Научная деятельность
Исследователь русской поэзии начала XIX века, подготовила и откомментировала ряд изданий В. А. Жуковского и К. Н. Батюшкова, составила несколько сборников, в том числе «Поэты-декабристы» (1960). Автор книги очерков «Поэты пушкинской поры» (1970), включающей главы о Жуковском, Батюшкове, Д. В. Давыдове, П. А. Вяземском, В. К. Кюхельбекере, Н. М. Языкове и Е. А. Баратынском, и книги «Жизнь и поэзия Жуковского» (1975). Подготовила к изданию книгу К. Н. Батюшкова «Опыты в стихах и прозе» для серии «Литературные памятники» (1977).
С 1960 года по просьбе Н. Я. Мандельштам разбирала архив О. Э. Мандельштама, работала над текстологией ряда его произведений. С 1968 года публиковала в советских и зарубежных изданиях статьи по текстологической реконструкции и истории мандельштамовских текстов. Результатом многолетних трудов Семенко стала монография «Поэтика позднего Мандельштама: От черновых редакций — к окончательному тексту» (Рим, 1986); второе издание (М., 1997) вышло посмертно с сопроводительной статьёй Л. Я. Гинзбург. Дмитрий Сегал так характеризовал Надежду Мандельштам и Ирину Семенко: «обе они посвятили все те годы, что я знал их, одной цели — сохранению мандельштамовского наследства, работе над ним, истолкованию его, увековечению памяти о поэте, сбережению и прочтению его рукописей. Обе они были прекрасными филологами. Всё, что мы делаем, основывается на этом фундаменте».
Занималась переводом на русский язык стихов своего отца и подготовкой их к изданию.
Умерла в 1987 году. Похоронена на Хованском кладбище.